# A1CF
Yếu tố bổ sung APOBEC1 là một protein mà ở người được mã hóa bởi gen A1CF.

## Gen
Sự ghép nối thay thế xảy ra tại quỹ tích này và ba biến thể phiên mã độ dài đầy đủ, mã hóa ba dạng đồng phân riêng biệt, đã được mô tả. Mối nối bổ sung đã được quan sát nhưng bản chất đầy đủ của các biến thể này vẫn chưa được xác định.

## Chức năng
mARN Apolipoprotein B của động vật có vú trải qua quá trình khử từ C đến U đặc hiệu tại chỗ, được trung gian bởi một phức hợp enzyme đa thành phần có chứa một lõi tối thiểu bao gồm APOBEC1 và một yếu tố bổ sung được mã hóa bởi gen này. Sản phẩm gen có ba mô-đun nhận dạng ARN không giống nhau và thuộc họ protein gắn ARN hnRNP R. Nó đã được đề xuất rằng yếu tố bổ sung này hoạt động như một tiểu đơn vị gắn ARN và kết nối APOBEC1 để khử cytidine ngược dòng. Các nghiên cứu cho thấy protein này cũng có thể liên quan đến các sự kiện chỉnh sửa ARN hoặc xử lý ARN khác.
Nó thiếu hụt kết quả gây chết ở chuột.

## Tương tác
A1CF đã được hiển thị để tương tác với APOBEC1, CUGBP2, và SYNCRIP.